# Глигоров, Киро
Ки́ро Гли́горов (макед. Киро Глигоров, фамилия при рождении Па́нчев, 3 мая 1917, Штип — 1 января 2012, Скопье) — югославский и македонский государственный деятель, первый президент Республики Македония (1991—1999).

## Биография
Родился в северомакедонском городе Штип.

### Образование и ранняя карьера
Окончил юридический факультет Белградского университета. Участвовал в Антифашистском собрании народного освобождения Македонии (АСНОМ) — первом в истории Северной Македонии национальном правительстве, отвечал в президиуме АСНОМ за финансы.

### Политическая деятельность

#### Югославия
В послевоенные годы занимал ответственные должности в руководстве СФРЮ:
- 1945—1947 гг. — помощник премьер-министра Югославии,
- 1947—1948 гг. — в министерстве финансов ФНРЮ, а после ареста министра финансов Сретена Жуёвича в 1948 г. до 1952 г. исполнял обязанности министра финансов,
- 1952—1953 гг. — помощник председателя Экономического совета при Правительстве СФРЮ,
- 1953—1955 гг. — заместитель директора Федерального бюро экономического планирования,
- 1955—1963 гг. — член Союзного Исполнительного вече Югославии, секретарь по общеэкономическому развитию,
- 1962—1967 гг. — союзный секретарь (министр) финансов,
- 1967—1969 гг. — заместитель председателя Союзного исполнительного вече (Правительства) СФРЮ. В эти годы, будучи влиятельным политиком и экономистом, он активно продвигал идею экономических реформ в Югославии. Обширная исследовательская деятельность помогала ему в создании новых, продуктивных моделей экономики. Одной из своих задач он видел переход Югославии к рыночным принципам. Своё высокое положение в правительстве он использовал для достижения намеченных целей.

В 1969 году избирается членом Президиума ЦК СКЮ.
- 1971—1972 гг. — член Президиума СФРЮ,
- 1974—1978 гг. — председатель Союзной скупщины СФРЮ,
- 1978—1987 гг. — член Совета Федерации,
- 1982—1987 гг. — член делегации Социалистического союза трудового народа Македонии в Социалистическом союзе трудового народа Югославии.

В 1987 году ушёл на пенсию.

#### Независимая Республика Македония
27 января 1991 года избран президентом Республики Македония, находился на этом посту до 19 ноября 1999 года. 3 октября 1995 года пострадал в результате совершённого покушения: утром того дня рядом с его служебной машиной взорвалась другая заминированная машина. Глигоров потерял глаз и в течение четырёх месяцев лечился в больнице, вернулся к исполнению обязанностей только через год. После выхода на пенсию продолжал участвовать в общественной и политической жизни своей страны. Покушение так и не удалось раскрыть, несмотря на множество версий в прессе о возможных заказчиках.

### Смерть и похороны
Умер 1 января 2012 года во сне у себя дома в Скопье. В связи со смертью Глигорова 3 января 2012 года в Македонии был объявлен общенациональный траур. Похоронен на главной аллее кладбища Бутел в Скопье.

## Факты
- Киро Глигоров был одним из самых долгоживущих бывших руководителей государств и правительств в современном мире.
- Киро Глигорову принадлежит рекорд по продолжительности жизни среди всех президентов и глав правительств Северной Македонии.
- В 2010 году был награждён российской юбилейной медалью «65 лет Победы в Великой Отечественной войне 1941—1945 гг.»[10].